# La Folie (Podkowiński)
Pour les articles homonymes, voir La Folie.
La Folie (Szał uniesień) est un tableau peint par Władysław Podkowiński, terminé en 1893. Il s'agit du plus connu de ses tableaux, mais aussi de la première œuvre symboliste de l'art polonais, réalisée durant la période de partition de la Pologne entre la Russie, l'Allemagne et l'Autriche-Hongrie.

## Composition
Le tableau représente une femme nue à la chevelure rousse, montant un cheval noir hennissant, dont l'on peut voir les dents et la langue. Les naseaux du cheval sont dilatés, et de l'écume s'échappe de sa bouche. La femme étreint l'animal à l'encolure ; elle a les yeux fermés et ses cheveux flottent vers le haut, pour se mêler à la crinière du cheval.
La toile mesure plus de trois mètres de haut et les figures y sont représentées en taille réelle. La peinture représenterait un orgasme féminin. 
La palette de couleurs est assez restreinte et est composée de nuances de noirs, marron et gris qui contrastent avec le blanc et le jaune. La section en haut à gauche du tableau est éclairée, attirant l'attention du spectateur sur le visage de la femme et sur la bouche du cheval. En bas à droite du tableau on discerne la croupe et la queue du cheval dans l'obscurité.

## Contexte de création du tableau
Podkowiński imagine ce tableau lors de son séjour à Paris en 1889, mais il en réalise les premières esquisses et études au fusain durant la deuxième moitié de l'année 1893, alors qu'il vit l'expérience douloureuse d'un amour non réciproque.
Podkowiński érige l'extase érotique en tant que valeur absolue, la considérant comme une force cosmique déterminante de la condition humaine, comme c'était le cas dans le psychologisme en vogue à l'époque. 
En amont à la réalisation de son œuvre gigantesque, il utilise des techniques préparatoires académiques, en exécutant des esquisses successives qui diffèrent légèrement les unes des autres en taille et en couleur. Toutes ces esquisses ont une palette assez restreinte, allant du bleu outremer (cette version a été perdue) au vert, en passant par d'autres versions dominées par un orange vif. L'éboulement de pierres a également disparu de la version finale. En comparaison avec les études, le tableau final a gagné en dynamisme et présente un contraste plus fort (entre les tons noirs et dorés) que les versions précédentes, tandis que la tension entre lumière et ombre est plus polarisée.
Cette évolution pourrait s'expliquer par le cours de sa vie privée et la progression de sa maladie pulmonaire.

## Historique

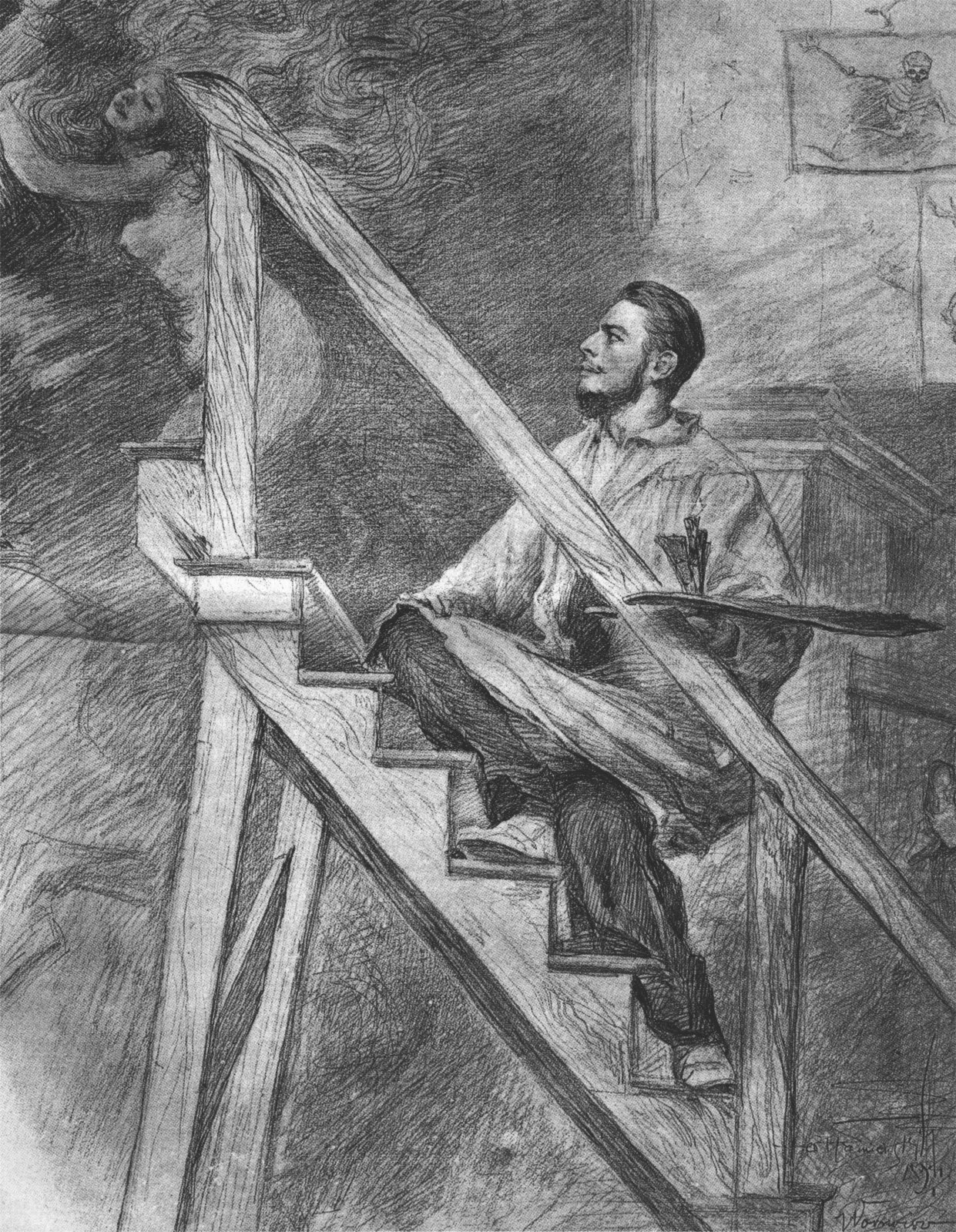
Władysław Podkowiński peignant "la Folie" par Antoni Kamieński, 1895

Podkowiński commence à peindre à Varsovie entre 1893 et 1894. Le processus de création dure au moins trois mois, et l'un de ses amis témoigne qu'alors que Podkowiński est en phase terminale de sa maladie, il termine son œuvre en peignant depuis son lit. Le tableau est montré à l'exposition de Zachęta le 18 mars 1894.
L'exposition se tient dans une atmosphère de sensationnalisme et de scandale et à peu près 12000 visiteurs voient la peinture, ce qui permet à la galerie de gagner environ 350 roubles.
Malgré le succès de son œuvre, Podkowiński ne trouve pas d'acheteur, l'offre la plus élevée qu'il reçoit étant de 3 000 roubles alors qu'il en demande 10 000.
Le matin du 23 avril 1894, 36 jours après le début de l'exposition et la veille de sa fermeture, Podkowiński se rend à la galerie et lacère son tableau avec un couteau
. Les raisons de ses agissements restent inexpliquées.
L'acte de profanation de Podkowiński a contribué à faire émerger une rumeur selon laquelle le tableau représenterait une femme pour laquelle l'artiste aurait eu une affection non réciproque. Les dégâts subis par l'œuvre et la mort très peu de temps après de l'artiste ont nourri les spéculations sur la thèse d'un suicide.
L'objet de l'affection de Podkowiński aurait pu être Ewa Kotarbińska, qu'il avait rencontrée durant un séjour estival dans un palais près de Varsovie. Elle était brune mais certains membres de sa famille trouvèrent une similarité entre Ewa et la femme du tableau, qu'ils condamnèrent sévèrement.
Après la mort de Podkowiński, le tableau est restauré par Witold Urbański. L'œuvre restaurée est prêtée lors d'expositions à Łódź, Cracovie, Moscou et Saint-Pétersbourg. La toile est achetée par Feliks Jasieński en 1901 pour 1 000 roubles, puis offerte au Musée national de Cracovie en 1904.